# Colibrí ermità cuaample
El colibrí ermità cuaample (Anopetia gounellei) és un ocell de la subfamília dels fetornitins (Phaethornithinae), dins la família dels troquílids (Trochilidae). És l'única espècie del gènere Anopetia (Simon 1918). Habita clars del bosc i sotabosc de les terres baixes de l'est del Brasil.